# كهف ثقبة سموكي
كهف ثقبة سموكي هو كهف يقع في أبرشية مانشستر، جامايكا، على ارتفاع 200 متر تقريبًا ، وهو أعمق كهف معروف في الجزيرة.

## التاريخ الطبيعي
يحتوي الكهف على مَجثم كبير للخفافيش والعديد من جداجد الكهوف الجامايكية (Uvaroviella cavicola). ويضم أيضًا الصرصور الأمريكي الغازي بأعداد صغيرة، وGaucelmus cavernicola (عنكبوت)، و Neoditomyia farri (ذبابة).